# Кунзру, Хари
Хари Кунзру (англ. Hari Mohan Nath Kunzru; род. декабрь 1969 года, Лондон) — британский писатель и журналист индийского происхождения.

## Биография
Отец — потомок пандитов Кашмира, мать — англичанка, принадлежала к англиканам. Окончил школу Бэнкрофта в Эссексе, изучал английскую литературу в Оксфордском Wadham College (бакалавр). Получил степень магистра философии Уорикского университета. Работал на британское издание журнала Wired (1995—1997). С 1998 свободный журналист, печатается в The Guardian, The Daily Telegraph, Time Out, сотрудничает со Sky TV. Был музыкальным редактором журнала Wallpaper (1999—2004), с 1995 — один из редакторов сетевого журнала Mute. Дебютировал в 2003 году романом «Без лица», имевшим огромный успех. Заместитель президента британского ПЕН-Центра.
Жена — писательница Кэти Китамура.

## Произведения
- 2003: Без лица/ The Impressionist. London: Penguin (премия Бетти Траск, премия Сомерсета Моэма)
- 2005: Noise. London: Penguin (новеллы)
- 2005: Transmission. London: Penguin (книга года по версии New York Times Book Review)
- 2007: My Revolutions. London: Penguin.
- 2011: Gods Without Men London: Penguin.

## Публикации на русском языке
- Без лица. СПб: Лимбус Пресс, 2008

## Признание
В 2003 году был назван авторитетным журналом Granta в числе 20 лучших молодых британских романистов. В 2005 французский журнал Lire включил Кунзру в перечень 50 писателей завтрашнего дня.